# Adolf Ernst von Schachmann
Adolf Ernst von Schachmann (* 12. Januar 1642 auf Königshayn; † 20. März 1728 ebenda) war kursächsischer Generalmajor sowie Herr auf Königshayn und Ober Linda.

## Herkunft
Seine Eltern waren Ernst Moritz von Schachmann († 22. August 1681) und dessen Ehefrau Susanna, geb. von Nostiz († 19. August 1681).

## Leben
Er wurde zunächst zu Hause erzogen und kam dann zu einem polnischen Magnaten. Von dort kam er an den Hof des Fürsten von Baden-Durlach. Dort wurde er Page, zum Ritter ausgebildet außerdem lernte er Französisch. Nach seiner Ausbildung wurde er nach Holland geschickt, um dort weiter zu studieren. 1663 machte er eine Kavalierstour, er kam nach Italien, er besuchte Venedig, Rom und Neapel; über Genf ging er nach Frankreich. Danach meldete er sich bei der kaiserlichen Armee und nahm als Freiwilliger am Feldzug in Ungarn teil. Dort gab ihm der Feldmarschall-Lieutenant Holstein-Wiesenburg eine Stelle als Kapitain-Lieutenant, später die eines Rittmeisters. Anschließend ging er an den Hof nach Bayreuth, wo er als Hofmeister diente. Aber er wechselte wieder ins Feld. Als seine Eltern 1681 starben, erbte er bei der Erbteilung das Gut Königshayn, zudem wechselte er in kursächsische Kriegsdienste. Der Kurfürst Johann Georg III. ernannte ihn zum Major im Kavallerieregiment Haugwitz. Er kämpfte 1683 mit dem Regiment bei der Belagerung von Wien, wofür er zum Oberstleutnant ernannt wurde. Anschließend nahm er an den Kämpfen in Ungarn und im Reich teil. 1689 wurde er zum Oberst befördert und wurde Inhaber ad intrim des Kürassier-Regiments Promnitz, das er 1693 übernahm. 1695 begleitete er den Kurfürsten August nach Ungarn und wurde zum Generalmajor befördert, dazu erhielt er eine Pension. Anschließend zog er sich auf sein Schloss Königshayn zurück und starb dort 1728.
Sein Epitaph in der Kirche Königshain ist noch vorhanden.

## Familie
Schachmann heiratete am 24. Februar 1686 Anna Sibylle von Bünau aus dem Haus Pillnitz (* 18. Mai 1643; † 17. Januar 1703). Das Paar hatte keine Erben.